# Шужегское
Шужегское — самое крупное озеро в Виноградовском районе Архангельской области России. Озеро Шужегское находится в труднодоступном месте, на границе с Шенкурским районом, в трёх километрах к северу от истока реки Ег, на высоте 55 м над уровнем моря. Шужегское со всех сторон окружено болотами. Из озера вытекает единственная река — Шужега (приток Северной Двины). Наибольшая длина озера 3,2 км, ширина до 2 км, площадь зеркала 5,6 км². В озере обитают разные виды пресноводных рыб.
Озеро Шужегское находится на территории Шидровского сельского поселения. От Нижней Кицы до озера Шужегского по тракторной дороге и зимникам около 28 километров.

## Топографические карты
- Лист карты P-38-51,52 Сергеевская. Масштаб: 1 : 100 000. Указать дату выпуска/состояния местности.
- Лист карты P-37-13,14 Южный. Масштаб: 1 : 100 000. Указать дату выпуска/состояния местности.
- Лист карты P-38-51-C,D — ФГУП «ГОСГИСЦЕНТР»